# 1958 en France
Chronologie de la France
- 1954
- 1955
- 1956
- 1957
- 1958
- 1959
- 1960
- 1961
- 1962

Cet article présente les faits marquants de l'année 1958 en France.

## Événements

### Janvier
- 1er janvier : entrée en vigueur des traités de Rome instituant la Communauté européenne et la Communauté européenne de l’énergie atomique signés en 1957[1].
- 21 janvier-29 mai : bataille des Frontières sur la ligne Morice pendant la guerre d’Algérie[2].
- 24-26 janvier : procès du curé d'Uruffe, condamné aux travaux forcés à perpétuité pour un double crime[3].
- 25 janvier : après l’exclusion d’André Philip, représentant de l’opposition de gauche, Guy Mollet reprend en main l’appareil de la SFIO[4].

- 30 janvier :

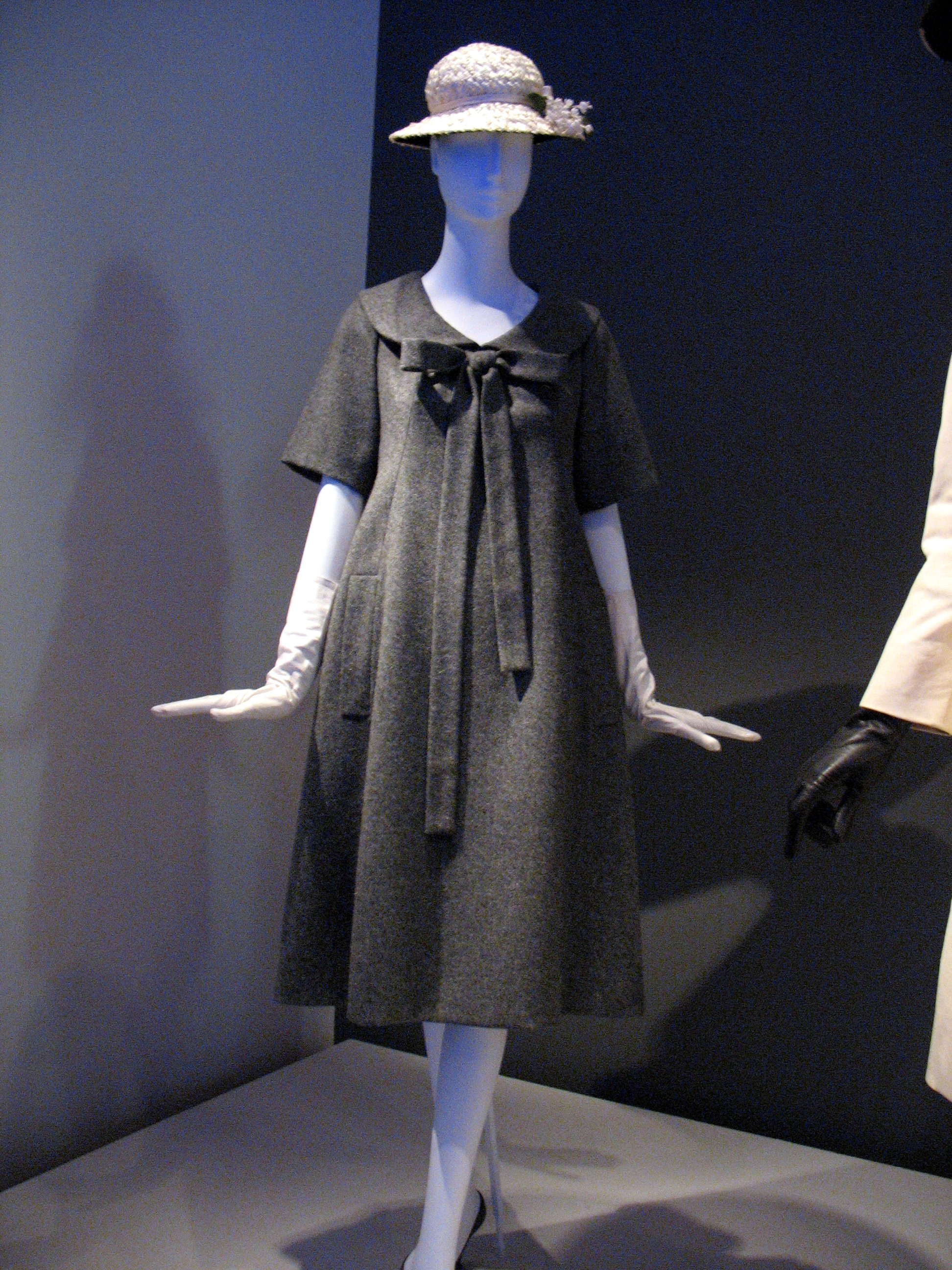
Robe en flanelle grise dessinée par Yves Saint Laurent pour Dior, 1958. « Ligne Trapèze ». San Francisco De Young Museum.

  - accords Monnet-Dillon. L'aggravation du déficit budgétaire causée par la prolongation du conflit algérien oblige le gouvernement à demander une nouvelle aide de 655,55 millions de dollars aux États-Unis (274 millions), au FMI (131,25 millions) et à l'UEP (250 millions)[5].
  - Yves Saint Laurent présente  sa première collection chez Dior, 178 modèles qui lancent la « ligne Trapèze »[6].
- 31 janvier : vote de la loi-cadre sur le nouveau statut de l’Algérie[7]. Promulguée le 5 février, elle  établit le collège électoral unique et réaffirme l’appartenance de l’Algérie à la République française[8].
- Mise en service de l'usine UP1 d'extraction de plutonium à Marcoule[9].

### Février

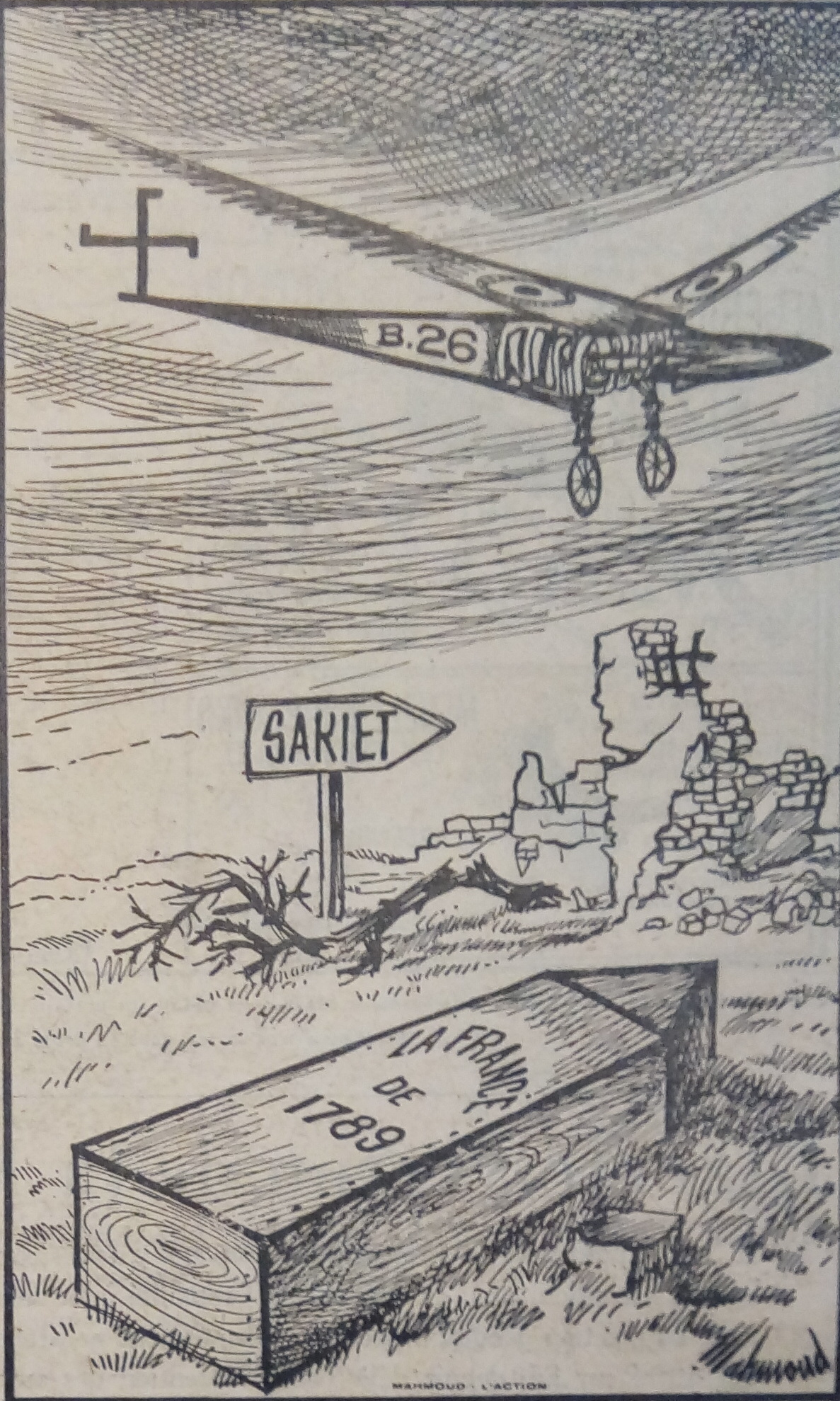
Dessin de presse tunisien évoquant le bombardement de Sakiet Sidi Youssef.

- 8 février : le village tunisien de Sakiet Sidi Youssef, qui était censé abriter des bases du FLN, est bombardé par l’armée française, sans ordre préalable : 69 Tunisiens dont 21 enfants sont tués[10].
- 17 février : la France et la Tunisie acceptent les « bons offices » de la Grande-Bretagne et des États-Unis dans les affaires d’Afrique du Nord[11].
- 18 février : sortie en librairie de La Question, ouvrage d'Henri Alleg dénonçant la torture pendant la guerre d'Algérie, achevée d'imprimer le 12 février[12].
- 19 février : loi sur le droit au licenciement.
- 22 février : découverte du gisement pétrolifère de Coulommes–Vaucourtois par la société Pétrorep[13].
- 27 février : loi sur l'assurance automobile obligatoire[14]. L'obligation d'assurance concerne les véhicules terrestres à moteur sur la garantie « responsabilité civile », c'est-à-dire les dommages causés aux tiers et aux passagers.

### Mars
- 6 mars : première livraison du pétrole saharien par Philippeville vers les raffineries métropolitaines[15].
- 13 mars : entre cinq et six mille policiers se rassemblent dans la cour d’honneur de la préfecture de police de Paris pour réclamer l'attribution d'une « prime de danger » ; devant le refus du préfet de les recevoir, environ 2 000 d'entre eux se dirigent vers le Palais-Bourbon en scandant des slogans antiparlementaires : « Nous foutrons une grenade au Palais Bourbon » et antisémites. Depuis le début de l'année, une dizaine de policiers ont été tués ou blessés lors d'attentats organisés par les insurgés algériens sur le territoire français[16].
- 19 mars : première réunion à Strasbourg de l’Assemblée européenne. Robert Schuman est élu président[17].
- 21 mars : l'Assemblée nationale adopte par 308 voix contre 206 une réforme constitutionnelle présentée par Félix Gaillard visant à rationaliser davantage le fonctionnement de la 4e république. Les articles 17, 49, 50 et 51 de la Constitution sont révisés[18],[19].
- 22 mars : Aimé Césaire fonde le Parti progressiste martiniquais[20].
- 27 mars : le livre d’Henri Alleg, la Question, dénonciation de la torture en Algérie, est saisi par la police[12].

### Avril
- 11 avril : le gouvernement Félix Gaillard décide d’expérimenter la première bombe atomique française[21] (le décret signé le 22 avril alors que Félix Gaillard était démissionnaire a été antidaté[22]).
- 15 avril : chute du gouvernement Félix Gaillard, mis en minorité par 321 voix contre 225. C’est le début de la crise politique (la SFIO, compromise dans la guerre d'Algérie, refuse toute participation ministérielle pour être sûre que Lacoste quittera Alger)[23]. Personne ne souhaite devenir Président du Conseil.
- 16 avril : le « Jeu des 100 000 francs par jour » est créé par Henri Kubnick sur la station de radio nationale Paris-Inter. Il devient le « Jeu des Mille francs »[24].
- 20 et 27 avril : élections cantonales[25].
- 23 avril : la durée du service militaire est portée à 27 mois[15].
- 26 avril : les Européens manifestent à Alger et appellent l’armée à prendre le pouvoir[11].

### Mai
- 8 mai :

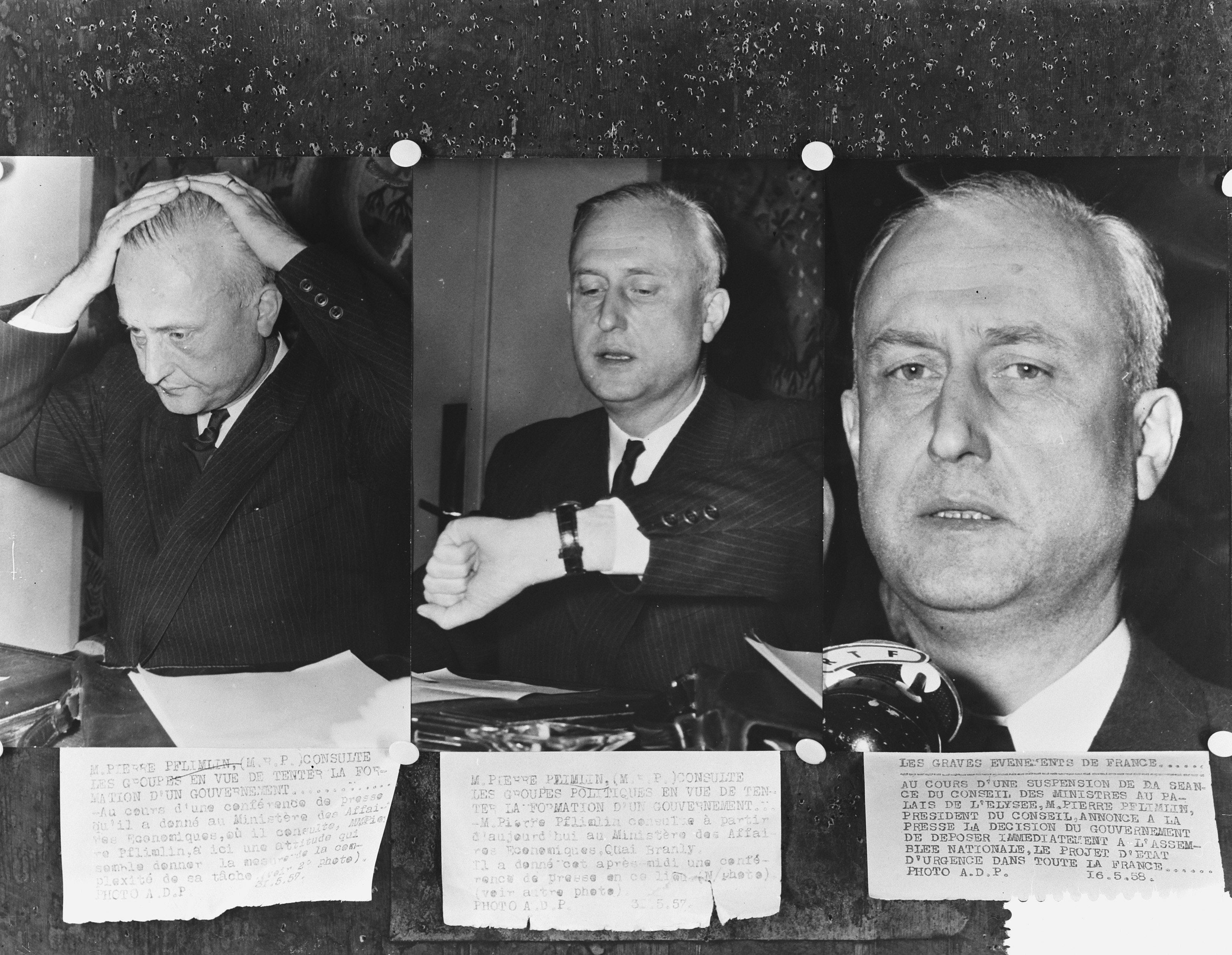
Pierre Pflimlin le 16 mai 1958

  - le Président de la République René Coty désigne Pierre Pflimlin comme président du Conseil. Favorable à une reprise des pourparlers avec le FLN en vue d'un cessez-le-feu, il doit être investi le 13 mai[26].
  - alors qu’il s’apprête à rentrer en métropole, Lacoste, ministre-résident en Algérie, dénonce publiquement devant les généraux français le danger d'un « Diên Biên Phu diplomatique »[26]. Le pouvoir civil n’a plus de représentant à Alger.
- 10 mai : sortie du film Mon oncle, de Jacques Tati[27].

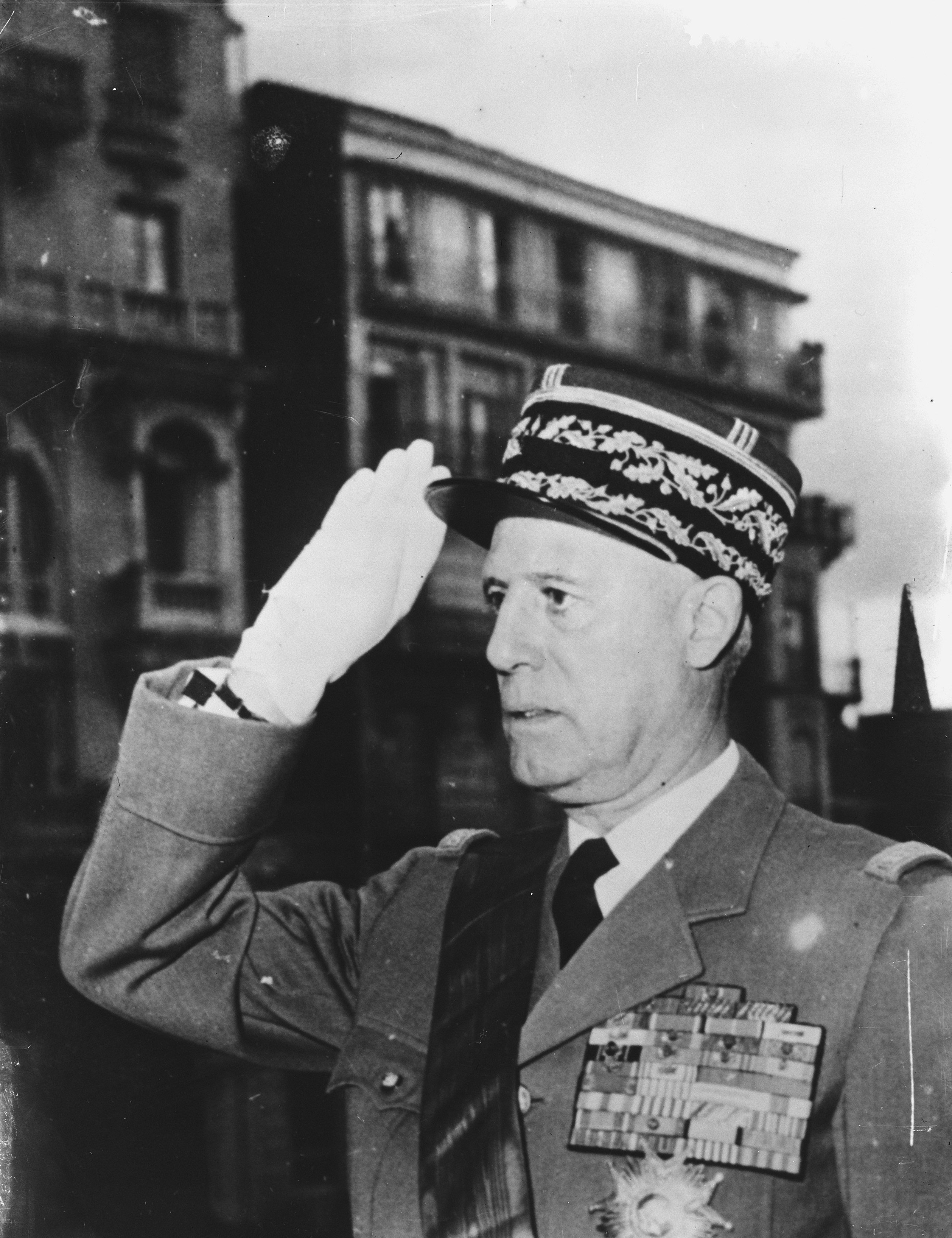
Raoul Salan à Alger le 14 mai 1958.

- 13 mai : émeutes insurrectionnelles à Alger contre l'investiture de Pierre Pflimlin[28]. L’immeuble du gouvernement général à Alger est investi par les manifestants. Les généraux Massu et Salan fondent un Comité de salut public en vue du maintien de l’Algérie française, qui exige la création en France d’un gouvernement d’exception[29]. Début de la crise de mai 1958.
- 14 mai : à Paris, l’Assemblée nationale accorde à trois heures du matin par 274 voix contre 129 et 137 abstentions sa confiance au gouvernement Pierre Pflimlin (MRP)[30], qui condamne la torture et envisage de négocier avec le FLN[26]. Le président René Coty ordonne à l’armée d’Algérie de rester sous l’autorité du gouvernement : il n’est pas obéi[11].
- 15 mai :
  - à Alger, le général Salan, poussé par Léon Delbecque, vice-président du Comité de Salut Public, crie : « Vive de Gaulle ! », repris par la foule massée devant le « G.G. »[29].
  - dans un premier communiqué, le général de Gaulle se déclare prêt à assumer les pouvoirs de la République[15].

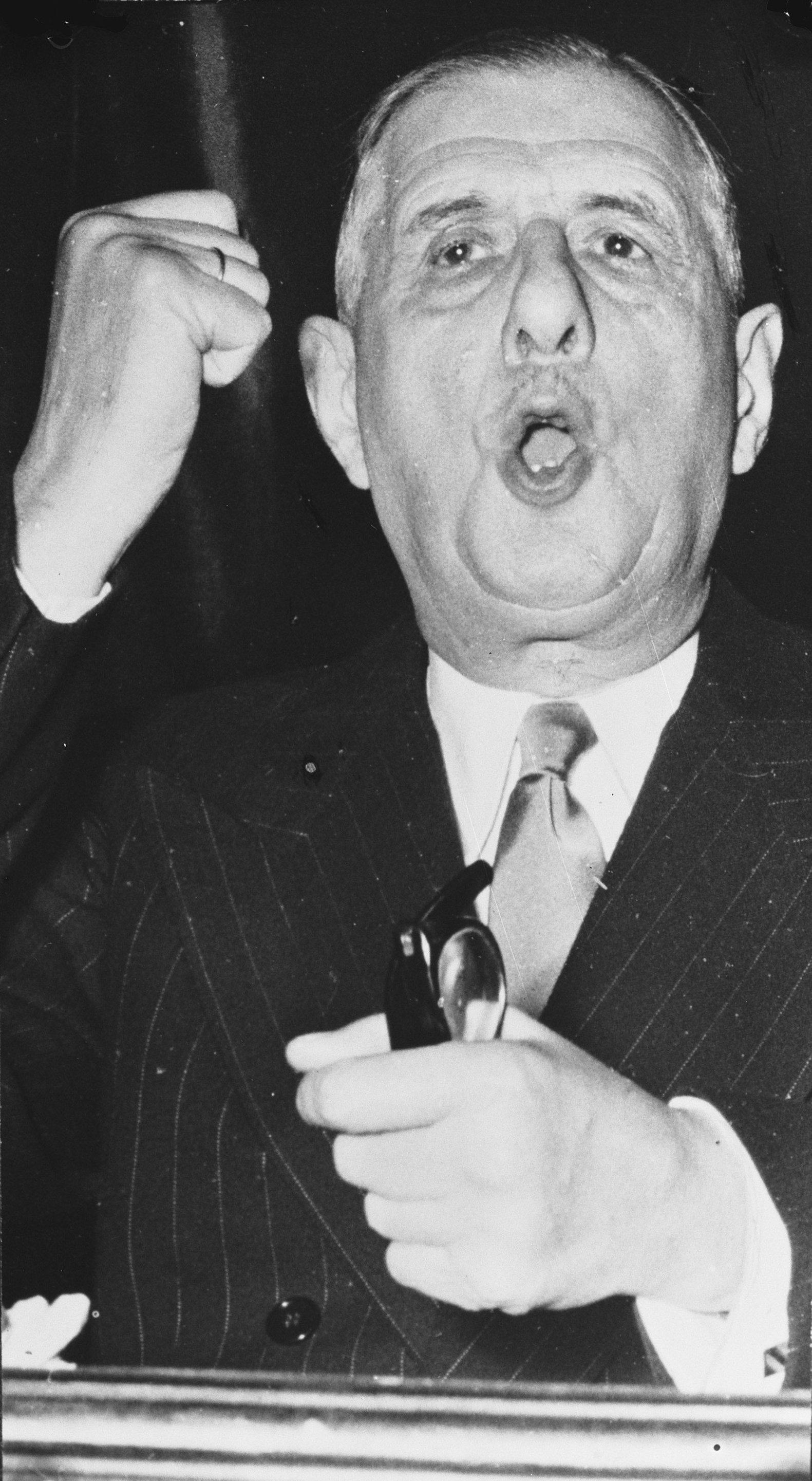
De Gaulle, le 16 mai 1958.

- 16 mai : l’Assemblée nationale instaure l’État d’urgence. Les pouvoirs spéciaux en Algérie sont renouvelés (20 mai)[11].
- 19 mai : conférence de presse du général de Gaulle au Palais d'Orsay. Il prévient que s’il était amené à se voir déléguer des pouvoirs exceptionnels cela ne pourrait pas se faire « suivant la procédure et les rites habituels »[31] et déclare : « Pourquoi voulez vous qu'à 67 ans, je commence une carrière de dictateur ? »[32].
- 21 mai : le parlementaire Georges Bidault (MRP) annonce son ralliement au général de Gaulle[33].
- 22 mai : Antoine Pinay annonce son ralliement au général de Gaulle[33].
- 24 mai : des comités de salut public sont constitués en Corse à l’instigation d’envoyés d’Alger[11].
- Dans la nuit du 26 au 27 mai : rencontre entre De Gaulle et Pflimlin à Saint-Cloud[33].
- 27 mai : le général de Gaulle publie un deuxième communiqué dans lequel il déclare « J'ai entamé le processus régulier nécessaire à l'établissement d'un gouvernement républicain »[34].
- 28 mai :
  - démission du président du Conseil Pflimlin et fin de son gouvernement[26].
  - une grande manifestation antifasciste « pour la défense de la République » est organisée à Paris avec en tête du cortège François Mitterrand, Pierre Mendès France, Jacques Duclos et Édouard Daladier[26].
  - le même jour, Coty, dépassé par les événements, charge les présidents des deux assemblées de prendre contact avec de Gaulle sur le condition de son retour au pouvoir[26].
- 29 mai : dans un message à l'Assemblée nationale, le président de la République René Coty exprime son intention de faire appel au général de Gaulle pour constituer un gouvernement : « Dans le péril de la patrie et de la République, je me suis tourné vers le plus illustre des Français »[35].

### Juin

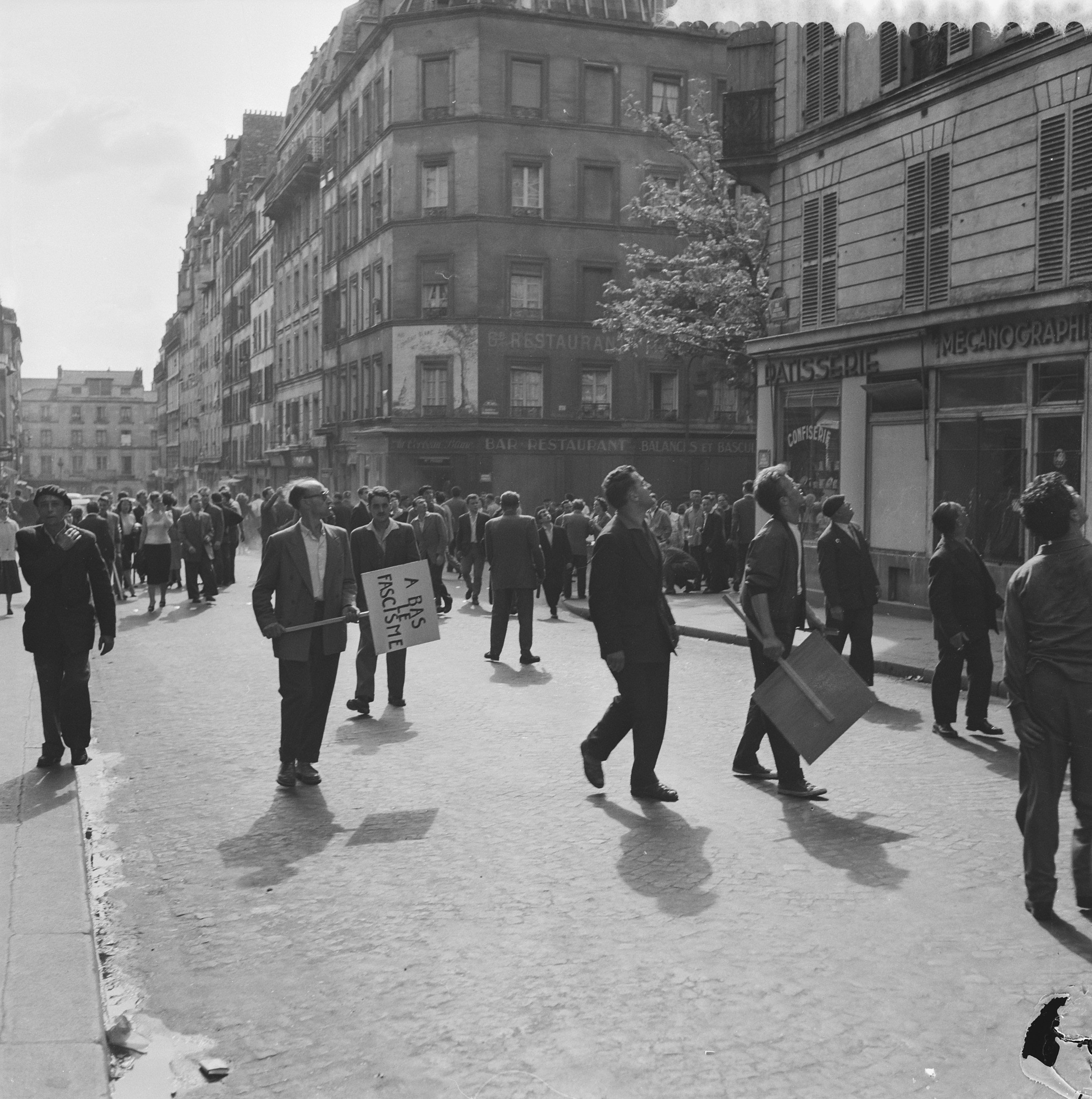
Manifestations à Paris en faveur de De Gaulle. 1er juin 1958.

- 1er juin : par 329 voix contre 224, l’Assemblée nationale accorde sa confiance au gouvernement formé par Charles de Gaulle[11]. Mendès France, Mitterrand, une partie des socialistes et des radicaux et les communistes ont voté contre.
- 2 juin : le nouveau président du Conseil de Gaulle obtient les pleins pouvoirs de l'Assemblée pour six mois, avec mission d'élaborer une nouvelle Constitution[11].
- 3 juin : vote de la loi constitutionnelle sur la délégation du pouvoir constituant, encadré par cinq bases[36].
- 4 - 7 juin : premier voyage du général de Gaulle en Algérie. Devant la foule réunie à Alger, il lance la phrase « Je vous ai compris ! » (4 juin)[11] et à la fin d’un discours à Mostaganem le 6 juin « Vive l’Algérie... française ! »[37].
- 9 juin : 
  - décret n° 58-523 relatif aux services de la présidence du conseil ; création d'un secrétariat général pour les affaires algériennes[38].
  - loi tendant à l'amnistie des faits ayant entraîné la condamnation d'étrangers appartenant à des pays neutres pour faits de collaboration économique avec l'ennemi[39].
- 11 juin : décret fixant les conditions d'émission d'un nouvel emprunt national, indexé sur l'or, au taux de 3,5 % net d'impôt[40].
- 12 juin : le Président du Conseil Charles de Gaulle se charge des attributions du ministère de l’Algérie[38].
- 13 juin : le Général de Gaulle prononce sa première allocution télévisée[41].
- 17 juin : lancement du nouvel emprunt[42]. Il rapporte 325 milliards de francs, soit 6 % environ des recettes budgétaires[43].
- 23 juin : légalisation de la dévaluation de fait de 20 % du franc opérée en 1957[44].
- 24 juin :
  - la France perd en demi-finales de coupe du monde de football en Suède face au Brésil. Pelé marque 3 buts ce jour-là[45].
  - ordonnance sur une nouvelle amnistie fiscale en faveur des avoirs à l'étranger, devises et valeurs mobilières étrangères[46].
- 28 juin : l’équipe de France se classe troisième à la coupe de Monde de football, organisée par la Suède[45]. Raymond Kopaswzewski dit Kopa est reconnu le meilleur joueur du « Mundial » . Le français Just Fontaine est sacré le meilleur buteur avec 13 buts.

### Juillet
- 1er juillet : nouveau voyage de De Gaulle en Algérie[47]. Il prend contact avec l’armée mais refuse de recevoir les membres du Comité de salut public d’Alger. Dans son discours radio-télévisée du 3 juillet, il annonce la constitution d’un collège électoral unique ainsi que l’octroi du droit de vote aux femmes musulmanes[48].
- 12 juillet : De Gaulle approuve la décision de construire à Pierrelatte une usine de séparation isotopique de l'uranium[22].
- 21 juillet : mise en service du réacteur nucléaire G2 sur le site de Marcoule[22].
- 22 juillet : De Gaulle confirme la décision de Félix Gaillard qui prévoit la première explosion nucléaire française en 1960[22].
- 31 juillet : hausse fiscale de 50 milliards de francs. L’impôt sur les sociétés est majoré d’une contribution exceptionnelle de 2 % sur les bénéfices de 1957 (le taux passe à 50 %). Le taux de la TVA est porté de 24 à 27,5 % sur les spiritueux et les travaux immobiliers, ce qui produit 7,5 milliards de francs. La taxe sur les carburants est également majorée de 7,5 milliards de francs. Une contribution exceptionnelle de 10 % est établi sur les plus hauts revenus[49],[50].

### Août
- 23 août : le général de Gaulle en tournée en Afrique fait un discours à Brazzaville permettant aux territoires africains de se retirer de la « communauté » en votant contre la ratification de la nouvelle Constitution au référendum[51].

### Septembre
- La construction du sous-marin nucléaire Q 244 est abandonnée, le poids du réacteur à uranium naturel (eau lourde) se révélant supérieur à celui du sous-marin[22].
- 4 septembre : de Gaulle présente la nouvelle constitution, place de la République à Paris[28]. Elle accroit sensiblement les pouvoirs du Président de la République, désormais arbitre et garant des institutions républicaines et de la souveraineté de la nation.
- 11 septembre : déclaration au Journal Officiel de la fondation de l'Association des guides et scouts d'Europe[52].
- 11 et 12 septembre : au Congrès de la SFIO, scission de l'aile gauche (Savary, Depreux, Mayer…) qui fonde le Parti socialiste autonome (PSA)[53].
- 12 septembre : création de la direction des applications militaires (DAM) au sein du CEA[22].

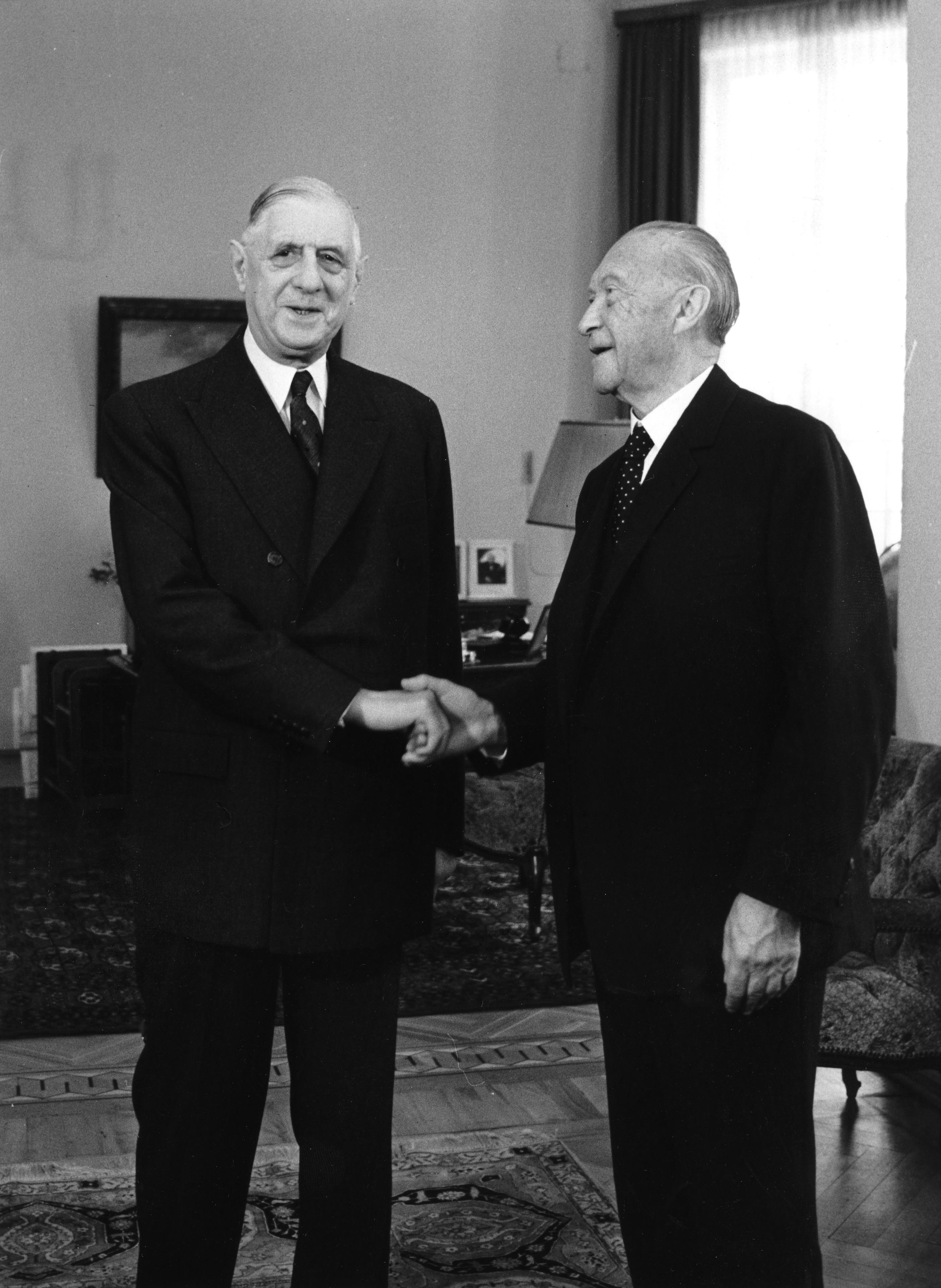
Konrad Adenauer et Charles de Gaulle le 4 juillet 1963 à Bonn.

- 14 septembre : première rencontre à Colombey entre le général de Gaulle et le chancelier Adenauer[54].
- 19 septembre : proclamation au Caire du Gouvernement provisoire de la République algérienne (GPRA) sous la présidence de Ferhat Abbas[55].
- 24 septembre : mémorandum sur le directoire à trois de l’OTAN (États-Unis, Royaume-Uni, France). De Gaulle propose au président des États-Unis Eisenhower et au Premier ministre britannique Harold Macmillan la création d’un directoire à trois au sein de l’Alliance atlantique. Eisenhower refuse le 20 octobre[56].
- 28 septembre : référendum sur la Constitution de la Cinquième République[15]. Approbation massive par 82,6 % des voix.
- 30 septembre-4 octobre : les crues catastrophiques du Gard et de la Cèze[57] font trente sept victimes[58].
- Septembre ou octobre : création de l'Action civique non-violente (ACNV)[59].

### Octobre
- 1er octobre : fondation de l’UNR (Union pour la nouvelle République) sous la présidence de Jacques Soustelle[60].
- 2 octobre : indépendance de la Guinée octroyée par la France. Elle refuse de s’intégrer à la Communauté française et est dirigée de façon autoritaire par le président Sékou Touré[61].
- 3 octobre : discours de Constantine du général de Gaulle qui annonce un plan de réformes sociales, économiques et culturelles pour l’Algérie et affirme l’existence d’une « solidarité étroite » entre l’Algérie et la France[11] : c’est le plan de Constantine, qui propose l’industrialisation de l’Algérie grâce au pétrole du Sahara[62].
- 4 octobre : promulgation de la constitution, texte fondateur de la Ve république, adoptée par référendum le 28 septembre[63].
- 9 octobre : les officiers de l’armée française reçoivent l’ordre de quitter les comités de salut public[55].
- 11 octobre :
  - Ferhat Abbas annonce que le gouvernement provisoire est prêt à négocier les conditions d’un cessez-le-feu[64].
  - le député tahitien Pouvanaa Oopa est arrêté par les gendarmes à Papeete et incarcéré, accusé, sans preuve, d'avoir commandité des incendies criminels[65].
- 13 octobre : ordonnance qui établit le scrutin uninominal majoritaire à deux tours[66].
- 23 octobre :
  - dans une conférence de presse, de Gaulle offre au FLN « la paix des Braves »[11]. Ferhat Abbas refuse le 27 octobre[64].
  - De Gaulle refuse d’approuver un moratoire sur l’arrêt des essais nucléaires[22].
- 29 octobre : ordonnance prévoyant le redécoupage des circonscriptions électorales[67].

### Novembre
- 3 novembre : inauguration à Paris du siège permanent de l’UNESCO, conçu par l’Américain Marcel Breuer, l’Italien Pier Luigi Nervi et le Français Bernard Zehrfuss[68].
- 23 et 30 novembre : large victoire du mouvement gaulliste (UNR) et de ses alliés aux élections législatives. L’UNR remporte plus de 20 % des voix et 198 députés au second tour aux dépens des socialistes (44 sièges), des radicaux (23) et des communistes (10), en fort recul. Les modérés obtiennent 133 sièges[69].

### Décembre
- 8 décembre : publication du rapport du comité d'experts constitué le 30 septembre et présidé par Jacques Rueff. Il préconise la suppression de toutes les indexations de prix, la libération quasi-totale des échanges, un ajustement monétaire permettant le retour à la convertibilité du franc, l'augmentation de l'impôt sur les sociétés et d'importantes économies budgétaires[70].
- 9-11 décembre : session inaugurale du premier parlement de la Ve République. Jacques Chaban-Delmas est élu président de l’Assemblée nationale et Gaston Monnerville, président du Sénat[71],[72].
- 21 décembre : Charles de Gaulle est élu président de la République et de la Communauté française au suffrage indirect avec 78,5 % des voix[73], il succède à René Coty le 8 janvier 1959 (fin en 1969).
- 22 décembre : réforme judiciaire menée par le garde des Sceaux Michel Debré par deux ordonnances, l'une portant loi organique relative au statut de la magistrature[74], l'autre qui réorganise le Conseil supérieur de la magistrature[75].
- 27 décembre : vote par la chambre du Plan Pinay-Rueff d'assainissement financier, immédiatement appliqué par une série d'ordonnances. Il vise à juguler l’inflation, à stabiliser la monnaie, et à favoriser l’expansion de l’économie en rétablissant sa compétitivité et par la libération des échanges, avant l'entrée dans le Marché commun le 1er janvier 1959[76]. Une dévaluation de 17,5 % et la création du nouveau franc permet de rendre sa convertibilité à la monnaie et à donner de la compétitivité aux produits français sur le marché mondial. Le plan préconise dès le 1er janvier 1959 une libéralisation des échanges[77].
- 29 décembre : libération des échanges à 90 % envers la zone OECE[78].
- 30 décembre :
  - ordonnance réformant le système hospitalier français[73]. Création des Centres Hospitaliers Universitaires (CHU) et de la profession de médecins hospitaliers universitaires, travaillant à temps plein à l’hôpital. Nomination du chef de service à partir d’un recrutement national commun, par arrêté conjoint du ministre de la Santé et de l’Éducation nationale. Renforcement des pouvoirs de contrôle des directeurs d’hôpital et introduction de représentants la Sécurité sociale sont introduits au sein de la commission administrative médicale.
  - ordonnance n° 58-1374 portant loi de finances pour 1959[79]. L'article 79 interdit l'indexation des salaires sur l'inflation (sauf pour le SMIG)[80].
- 31 décembre :
  - création du régime de l'Assurance chômage des salariés (Unédic et Assedic)[73].
  - décret relatif aux zones à urbaniser en priorité (ZUP)[81].

## Naissances en 1958
- 3 janvier : Smaïn, acteur et humoriste français.
- 22 février : Thierry Redler, acteur français († 26 juillet 2014)
- 4 avril : Bernard Campan, acteur, scénariste et réalisateur français
- 3 août : Lambert Wilson, comédien et chanteur.
- 9 septembre : Bernard Blancan, acteur français.
- 12 novembre : Gilbert Melki, acteur français.
- 24 novembre : Alain Chabat, comédien, réalisateur, scénariste et producteur de cinéma

## Décès en 1958
- x